# ریکوته
ریکُتِه (به اسپانیایی: Ricote) یکی از شهرداری‌های کومارکای شرقی و در بخش خودمختار مورسیا در کشور اسپانیا قرار دارد. تا سال ۲۰۰۹ مساحت این شهرداری ۱۴۴ کیلومتر مربع و جمعیت آن ۱۴۵۲ تَن می‌باشد.